# Freiersberg
Als Freiersberg (seltener auch: Freiersbergsattel) wird eine Passhöhe (740 m ü. NN) im Schwarzwald zwischen Bad Peterstal-Griesbach im Renchtal und Schapbach im Wolftal bezeichnet.

## Lage und Umgebung
Auf der Passhöhe gibt es die Freiersberger Hütte (nur im Winter oder zu Veranstaltungen geöffnet) und einen Wanderparkplatz. Durch die starke Bewaldung ringsum sind auf der Passhöhe keine Aussichtsmöglichkeiten vorhanden.
Die fünfte Etappe des Westweges kreuzt auf der Passhöhe die Straße.
Etwa 5 km westlich der Passhöhe liegt der Hermersberg, etwa 2 km nordöstlich der Glaswaldsee.

## Höhenangabe
Auf der Passhöhe finden sich zwei unterschiedliche Höhenangaben; an der Hütte: „Freiersberger Hütte 747 m ü. M.“, auf einer moderneren Wandertafel hingegen: „Standort: Freiersberg (740 M ü. NN.)“.